# Campionati europei di atletica leggera indoor 2011 - Salto con l'asta femminile
La gara si è svolta il 5 e il 6 marzo 2011.

## Podio
| #       | Atleta             | Nazionalità | Misura | Note             |
| ------- | ------------------ | ----------- | ------ | ---------------- |
| Oro     | Anna Rogowska      | Polonia     | 4,85   | Record nazionale |
| Argento | Silke Spiegelburg  | Germania    | 4,75   |                  |
| Bronzo  | Kristina Gadschiew | Germania    | 4,65   |                  |

## Record
Prima di questa competizione, il record del mondo (RM), il record europeo (EU) ed il record dei campionati (RC) sono i seguenti:
| Record                | Prestazione | Atleta                 | Data                              | Competizione                                       |
| --------------------- | ----------- | ---------------------- | --------------------------------- | -------------------------------------------------- |
| Record mondiale       | 5,00        | Elena Isinbaeva Russia | 15 febbraio 2009 Donec'k, Ucraina |                                                    |
| Record europeo        | 5,00        | Elena Isinbaeva Russia | 15 febbraio 2009 Donec'k, Ucraina |                                                    |
| Record dei campionati | 4,90        | Elena Isinbaeva Russia | 6 marzo 2005 Madrid, Spagna       | Campionati europei di atletica leggera indoor 2005 |

## Risultati

### Qualificazioni
Si qualificano alla finale le atlete che superano la misura di 4,55 (Q) oppure le 8 migliori.
| Pos. | Nome                   | Nazione     | 3,90 | 4,15 | 4,35 | 4,45 | 4,50 | 4,55 | Misura | Note                                     |
| ---- | ---------------------- | ----------- | ---- | ---- | ---- | ---- | ---- | ---- | ------ | ---------------------------------------- |
| 1    | Anna Rogowska          | Polonia     | –    | –    | –    | o    | –    | o    | 4,55   | Q                                        |
| 1    | Elizaveta Ryzih        | Germania    | –    | –    | o    | o    | –    | o    | 4,55   | Q                                        |
| 1    | Silke Spiegelburg      | Germania    | –    | –    | o    | o    | –    | o    | 4,55   | Q                                        |
| 4    | Minna Nikkanen         | Finlandia   | –    | o    | xxo  | o    | xxo  | o    | 4,55   | Q                                        |
| 5    | Anastasija Švedava     | Bielorussia | –    | o    | o    | o    | o    | xo   | 4,55   | Q                                        |
| 6    | Nikoléta Kiriakopoúlou | Grecia      | –    | o    | o    | o    | xo   | xo   | 4,55   | Q =                                      |
| 6    | Aleksandra Kirjašova   | Russia      | –    | o    | o    | o    | xo   | xo   | 4,55   | Q                                        |
| 8    | Kristina Gadschiew     | Germania    | –    | –    | o    | xo   | o    | xxo  | 4,55   | Q                                        |
| 9    | Jiřina Ptáčníková      | Rep. Ceca   | –    | –    | xxo  | o    | o    | xxo  | 4,55   | Q                                        |
| 10   | Anna Giordano Bruno    | Italia      | o    | o    | xxo  | xo   | xxx  |      | 4,45   | Miglior prestazione personale stagionale |
| 11   | Holly Bleasdale        | Regno Unito | –    | o    | o    | xxo  | xxx  |      | 4,45   |                                          |
| 12   | Angelica Bengtsson     | Svezia      | o    | xo   | o    | xxx  |      |      | 4,35   |                                          |
| 12   | Tori Peña              | Irlanda     | o    | xo   | o    | xxx  |      |      | 4,35   | Record nazionale                         |
| 14   | Malin Dahlström        | Svezia      | –    | o    | xxo  | xxx  |      |      | 4,35   |                                          |
| 15   | Naroa Agirre           | Spagna      | o    | o    | xxx  |      |      |      | 4,15   |                                          |
| 15   | Caroline Bonde Holm    | Danimarca   | –    | o    | xxx  |      |      |      | 4,15   |                                          |
| 17   | Cathrine Larsåsen      | Norvegia    | –    | xo   | xxx  |      |      |      | 4,15   |                                          |
| 18   | Maria Eleonor Tavares  | Portogallo  | o    | xxo  | xxx  |      |      |      | 4,15   |                                          |
| 19   | Iben Høgh-Pedersen     | Danimarca   | o    | xxx  |      |      |      |      | 3,90   |                                          |
| 20   | Giorgia Benecchi       | Italia      | xo   | xxx  |      |      |      |      | 3,90   |                                          |

### Finale
| Pos. | Nome                   | Nazione     | 4,20 | 4,35 | 4,50 | 4,60 | 4,65 | 4,70 | 4,75 | 4,80 | 4,85 | 4,91 | Misura | Note             |
| ---- | ---------------------- | ----------- | ---- | ---- | ---- | ---- | ---- | ---- | ---- | ---- | ---- | ---- | ------ | ---------------- |
| 1    | Anna Rogowska          | Polonia     | –    | o    | –    | xo   | –    | o    | xo   | o    | xo   | xxx  | 4,85   | Record nazionale |
| 2    | Silke Spiegelburg      | Germania    | –    | –    | o    | –    | xo   | o    | xo   | x–   | xx   |      | 4,75   |                  |
| 3    | Kristina Gadschiew     | Germania    | –    | o    | o    | o    | o    | x–   | xx   |      |      |      | 4,65   |                  |
| 4    | Jiřina Ptáčníková      | Rep. Ceca   | –    | o    | o    | o    | xx–  | x    |      |      |      |      | 4,60   | =                |
| 4    | Minna Nikkanen         | Finlandia   | o    | o    | o    | o    | xxx  |      |      |      |      |      | 4,60   | Record nazionale |
| 6    | Aleksandra Kirjašova   | Russia      | o    | xo   | o    | o    | xxx  |      |      |      |      |      | 4,60   |                  |
| 7    | Elizaveta Ryzih        | Germania    | –    | –    | xxo  | x–   | xx   |      |      |      |      |      | 4,50   |                  |
| 8    | Anastasija Švedava     | Bielorussia | o    | o    | xxo  | xxx  |      |      |      |      |      |      | 4,50   |                  |
| 9    | Nikoléta Kiriakopoúlou | Grecia      | xo   | o    | xxx  |      |      |      |      |      |      |      | 4,35   |                  |